# Ophiomastus melanieae
Ophiomastus melanieae är en ormstjärneart som beskrevs av Paul E. Hertz 1927. Ophiomastus melanieae ingår i släktet Ophiomastus och familjen fransormstjärnor. Inga underarter finns listade i Catalogue of Life.